# かながわキンタロウ
かながわキンタロウは、神奈川県公式のPRキャラクターである。

## 概要
二頭身で、身に着けているものは赤い腹掛けのみ。昔話のとおり、力もちで、ポジティブ且つ優しい性格の持ち主である。その一方、見えないところで研鑽を積む努力家でもある。デザインは、第73回国民体育大会冬季大会アイスホッケー競技会で、スティックを操る図柄などおよそ40種類ある。
なお、着ぐるみは、ベトナムフェスタからラジオ体操まで、さまざまなイベントに出没。最も遠方では中国雲南省昆明市まで足を延ばした。
ほかに、ぬいぐるみがあり、着ぐるみと混同されないよう、「ジュニア」と呼ばれている。このことにより、着ぐるみは「かながわキンタロウシニア」と呼ばれることになった。普段は温厚なシニアであるが、ときに横暴に見える振る舞いをすることがある。しかし、その振る舞いこそが、ジュニアの成長を願っての愛の鞭なのであった。
ジュニアは体長が小さいため、目立たないながら、tvk『カナフルTV』のスタジオに出演したりする。2019年には神奈川県庁所在地である横浜市中区から、厳寒の中、金時山へと旅立った。

## 歴史
南足柄の山の中で、熊や鹿と相撲をとったり、川遊びなどをしていました。ある日、お茶を飲みながらほっと一息ついていたところ、黒岩知事から「至急県庁に来るように」とのお呼びがあり、早速横浜に来てみると『今度、県庁でフェイスブックを始めるので、書き手になってほしい』と依頼をうけた。
2014年、小島屋乳業製菓株式会社 ご当地もなかアイスシリーズ「湘南ゴールドアイスもなか」のパッケージに採用される。

## プロフィール
- 生まれ：水と緑でいっぱいの足柄山
- 誕生日：3月19日 (神奈川県誕生の日)
- 性別：男の子
- 年齢：ひみつ♪
- 性格：ポジティブ、優しくて、力もち！努力家
- 趣味：相撲、川遊び、ドライブ
- 好物：お茶、カレーパン、あめ、らーめん（家系）
- 特技：くまに乗ること、ダンス、バーベル上げ
- 悩み：あたまがおっきくて、ときどき転んじゃうこと